# 호르헤 셈프룬
호르헤 셈프룬 마우라(Jorge Semprún Maura, 스페인어 발음: [ˈxoɾxe semˈpɾun ˈmawɾa] ; 1923년 12월 10일 ~ 2011년 6월 7일)은 스페인의 작가이자 정치인으로, 생애의 대부분을 프랑스에서 살았으며 주로 프랑스어로 저술활동을 했다. 프란시스코 프랑코 독재 치하인 1953년부터 1962년까지 셈프룬은 비밀리에 스페인에 거주하며 스페인 공산당 조직원으로 살았으나 1964년 당에서 제명되었다. 프랑코가 죽고 스페인에 민주 정부가 들어선 뒤 1988년부터 1991년까지 문화부 장관을 역임했다.
셈프룬은 그리스의 영화 감독 콘스탄티노스 가브라스의 영화 《Z》(1969)와 《고백》(1970)의 시나리오를 썼으며, 영화 《전쟁은 끝났다》(1966)와 《Z》로 아카데미상 후보에 올랐다. 셈프룬은 1996년 비프랑스인 작가로는 최초로 공쿠르상을 수여하는 공쿠르 아카데미에 선출되었으며, 1997년에 예루살렘상을, 2002년에 루마니아 오비디우스 상을 수상했다.

## 같이 보기
- 사랑의 거리